# Mini Book
Mini Book (希伯來語：‎) 是以色列贝尔谢巴老城的一家二手书店。這家商店出售多種語言的小說、非小說類書籍、海報和賀卡。 Mini Book 为普通读者和有经济困难的家庭提供服务。有經濟困難的家庭能透過 Mini Book 買賣二手學習書籍來省錢。 Maariv 於 2006 年的价格比较表明，Mini Book 的二手书價格是很經濟實惠的。

## 歷史
Mini Book 由來自英國的移民 Carol Refaeli 於 1975 年創立。在創立後不久，Mini Book 便成为了贝尔谢巴和内盖夫的民眾的主要書籍交流场所。在 1980 年代，Mini Book 成为了 Hadassa Passage 的街角商店，由 Carol 的丈夫、著名的貝爾謝巴建築師 Gideon Refaeli 設計並擁有。
Carol Refaeli 于 2002 年去世，她的家人在她去世後继续经营著 Mini Book。
出生於費城的 Judy Freed 於 2004 年收購了 Mini Book。 她創建了網站並在網上銷售書籍。隨著時間的推移，由於附近一家非營利性書店的競爭，Mini Book 失去了盈利能力。 加上贝尔谢巴老城的客流量减少、 人們对印刷书籍的兴趣下降、商店的几次搬迁等因素，  Freed 於 2015 年开始清仓销售書籍，并在店主於 2017 年 6 月退休後關閉了Mini Book。